# Machaerium guanaiense
Machaerium guanaiense är en ärtväxtart som beskrevs av Velva Elaine Rudd. Machaerium guanaiense ingår i släktet Machaerium och familjen ärtväxter. Inga underarter finns listade i Catalogue of Life.